# カンペール
カンペール（フランス語: Quimper、ブルトン語: Kemper、ラテン語: Civitus Aquilonia）は、フランス、ブルターニュ地域圏の都市（コミューン）。フィニステール県の県庁所在地である。

## 地理
カンペールの中心は古くからステル川、オデ川、ジェ川の合流地点に位置している。フィニステール県内ではブレストに次いで2番目の人口を有する。谷状のオデ川に沿って海が内陸へ進入し、河口奥の港の発展を促した。この港は集住の起源であり、カンペールの経済基盤の一つとなってきた。また古代からの交通の要衝でもある。
カンペールの地形は平坦ではなく、石炭紀（ステファニアン期）に由来する頁岩や白粒岩から成る堅固で急峻な谷間になっている。平坦で広い土地は小河川の合流部の近辺のみであり、こうした河川は雨が続くと氾濫しやすい。
人口分布の重心は少なからず移動しており、これは地理・自然の要請（海抜の変化）あるいは経済的要因（山の峰を通る交通路）などを原因とすると考えられている。その他の特徴としては、大きな谷の非対称性が珍しい。北側は凸状の丘陵になっているのに対し、南側は凹状で高さ60mの切り立った斜面となっている。
こうした地形やオデ川の流れの屈曲は、複数の断層を形成し南北間の傾斜を生じさせた第三紀の地殻変動の結果である。

## 地名
カンペールという名は、合流地点を意味する現代ブルトン語の Kemper に相当する（前述の通りこの街はステル川・オデ川・ジェ川の合流地点で発展した）。結合 conjonction を意味する現代ウェールズ語の cymer、協働 coopération を意味する現代アイルランド語の comhar にも Kemper に相当する語を見ることができる。カンペールの旧名は「カンペール＝コランタン」（Quimper-Corentin）であり、フランス革命期に「モンターニュ＝シュル＝オデ」（Montagne-sur-Odet）と改名され、さらに短縮され現在のカンペールとなった。
ジャン・ド・ラ・フォンテーヌが寓話『ぬかるんだ道』Charretier embourbé の舞台としたのはカンペール＝コランタンである。またローマ時代にはアクイロニア（Aquilonia）と呼ばれていたと考えられている。

## 歴史

### 先史時代から古代
隣接コミューンであるプルギュファン（Pluguffan）で発見された石器はおよそ6000年前のものと推定されている。
先史時代および古代のカンペールは、自治体の考古学部門の先導もあって盛んな考古学研究の対象となってきた。鉄器時代の集落に属する最初期の砦の遺跡や鍛冶場や埋葬地が、エルグ＝アルメルとペナルなどの1960年以前の旧コミューンに相当する場所で集中的に発見された。当時は農業活動が盛んに発展していたと考えられる。
2003年の北ステルとケルゴルヴェ村付近に分布するガリア人集落の発見は、都市の形成が古くに遡るという確証となった。この集落は紀元前2世紀から紀元前1世紀のものであり、紀元前30年頃には放棄されている。手工業作業の痕跡が発見され、また金属屑の存在は盛んな冶金作業があったことを示していた。
ユリウス・カエサル及びギリシャの歴史家の記述によれば、カンペールはウォルギウム（Vorgium、現在のカレ＝プルゲール）を首都とするガリア系のオシム人（Osismes）の都市であったとされているが、この小村の地政的な分布などは記録されていない。アル＝グロ公園内のフリュジ山の頂部が聖域とされていた。
15ヘクタールに充たない小規模なガロ・ローマ時代の集住地がロクマリア地区に見つかっている。碁盤目状の道路の中心にフォルムと浴場を有しており、2006年には同様の道路網の一部が、河口港と思しき遺跡とフリュジ山（古代には Cnech Cuki と呼ばれた）山頂西のアクロポリスに近接して発見された。ローマ街道はヴァンヌ、ブレスト、カレ（Carhaix）、ヴァン岬へと通じていた。

### 中世

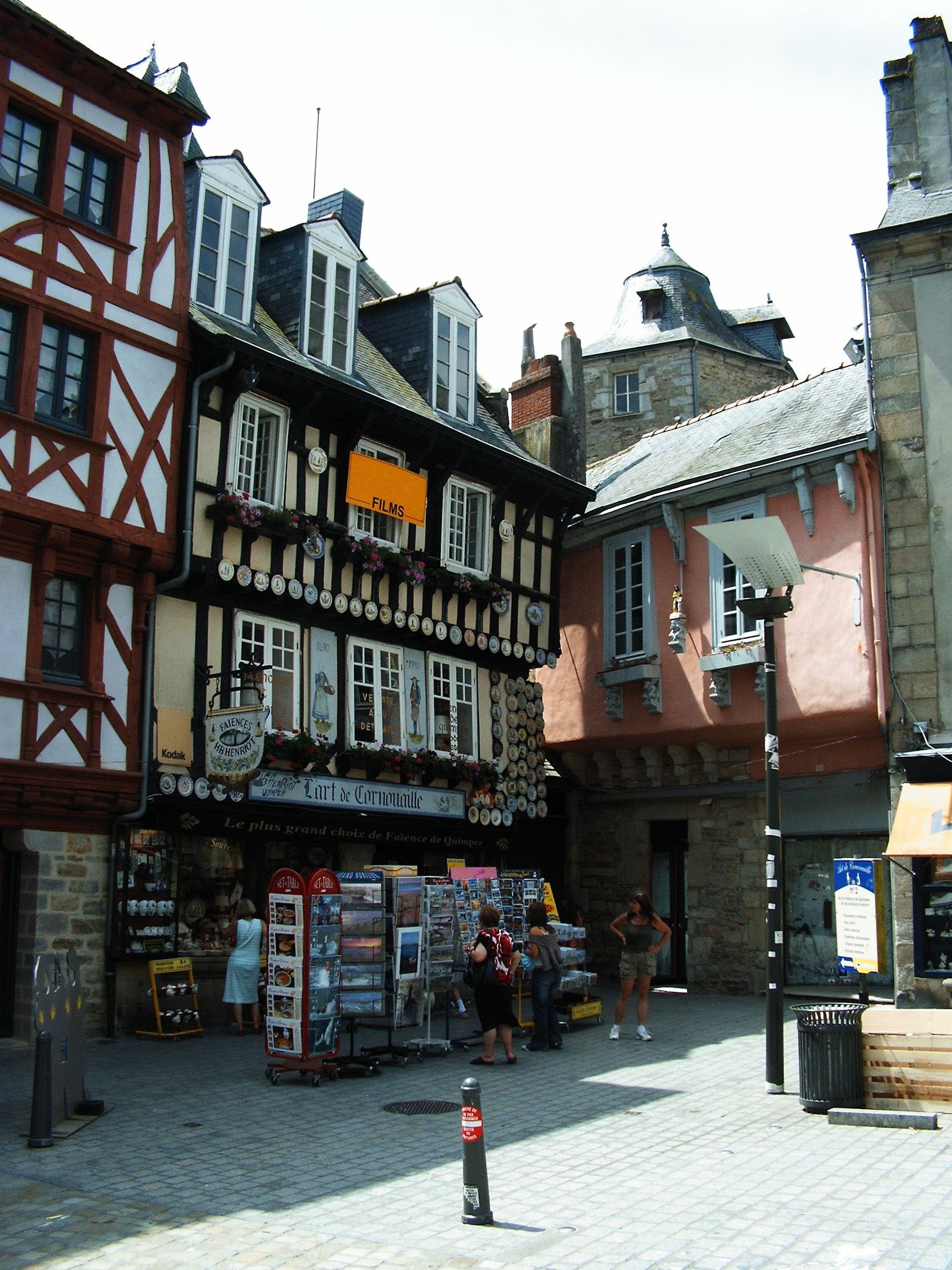
カンペール旧市街

6世紀以後の痕跡は残っていないものの、ガロ・ローマ時代の都市が存続していたと考えられる。というのは、ひとつの「アクイロニア市街」(チヴィタス・アクイロニア Civitas Aquilonia、市街地北部と想定される）の存在が、11世紀の文書においてロクマリア大修道院付属教会の周辺に存在したサンクタ・マリア・イン・アクイロニア・チヴィタテ（Sancta Maria in Aquilonia Civitate）という祭礼場の名称によって示されているためである。また1124年には、同大修道院がレンヌのサン＝シュルピス修道院の分院となり、これによりブルターニュ伯オエル1世（叙任前はコルヌアイユ伯）の庇護下に入ることを述べた別の法令があり、この文書の内容もこうした推測を補強するものとなっている。
9世紀末頃、その後継者のひとりとして、伝承では初代司教とされる聖コランタンについての記述が現れる。11世紀末にはカンペール（Kemper）またはカンペールコランタン（Quempercorentin）という名称が現れている。さらにラテン語のコンフルエンティア（Conhluentia）とコリソピトゥム（Corisopitum、Chorisopitum）という語が見られ、これはクリオソリトゥムCuriosolitum（古代のガリア系コリオソリテス人の街で、ディナン近郊の「ファヌム・マルティス」Fanum Martis＝コルスルのラテン名の首府）の誤記であると見なされている。ロクマリアには聖テュディ信仰（聖テュグドゥアルとの対応にも注意）の名残りや、ケルト信仰で用いられた極めて古い修道院の記述も発見されており、「マン・テュディ Maen Tudi の石」、すなわち聖テュディ信仰を示す遺物がロクマリアの修道院で見つかっている。しかし、司教がおかれる以前についてはブルターニュの他所で見られるような海外に由来するルーツもなく、未だに判然としていない。
古くからの伝承では、水没した都市イスを逃れたコルヌアイユ王グラドロンは聖コランタンを寵愛し、司教館とするために自身の城を贈ったとされている。大聖堂の周囲の建物はかつて「トゥール＝デュ＝シャストル」（Tour-du-Chastel）すなわち城の塔と呼ばれていた。

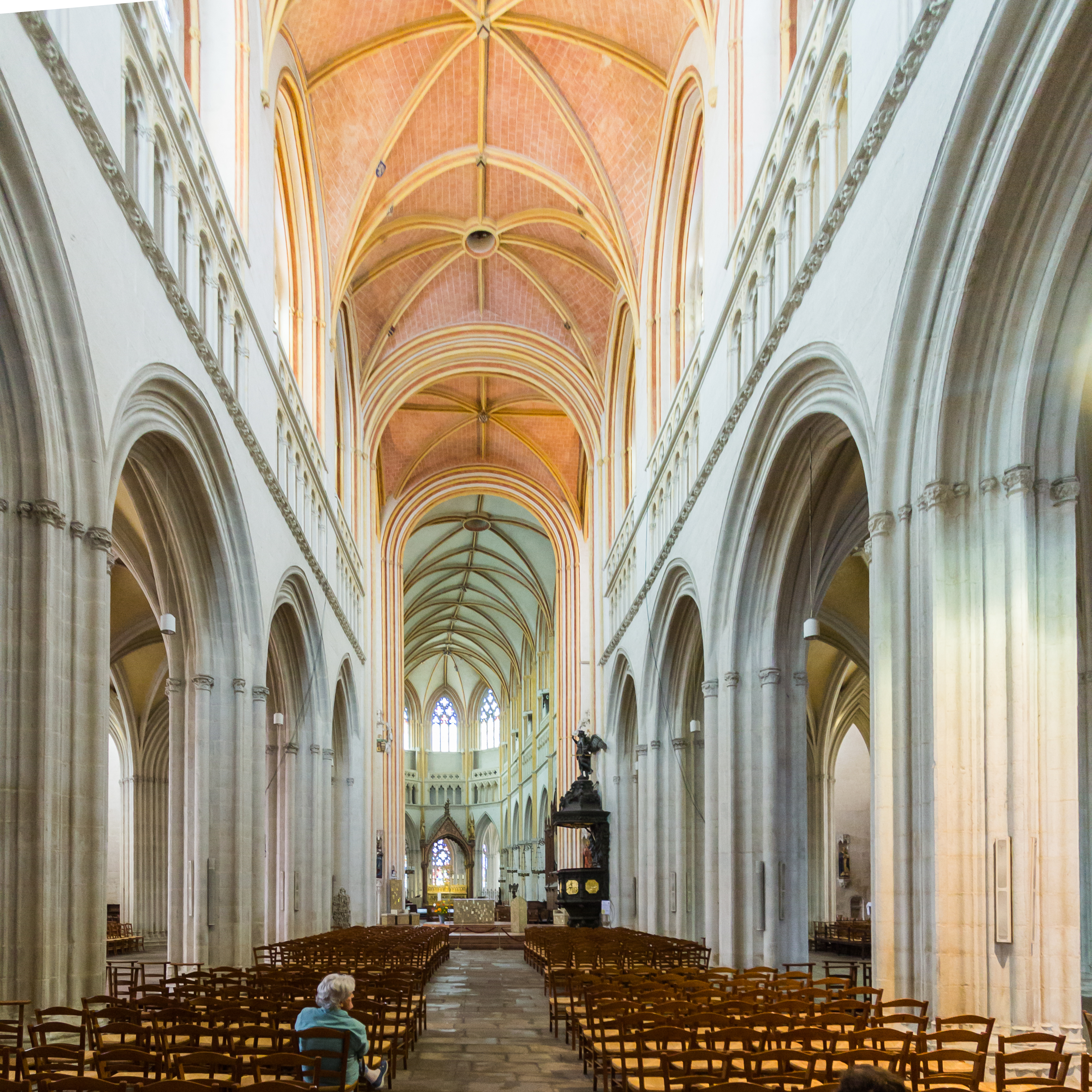
聖コランタン大聖堂内部

中世初期にはシャトーラン伯の子ビニディックの下で伯の権力と司教権力が混乱を来したことが確認されている。この状態は問題含みであったが、コルヌアイユ伯にビニディックの子であるアラン・カニアール(またはケナールとも)を、司教にその二人の兄弟オルスカンとビニディックを据えることで解消された。司教は1791年までオデ川・ステル川・フル川の間の要塞化された市街を占有し続け、ブルターニュ公は市街地西部を所領としていた。後者には「テル＝オ＝デュック」（Terre-au-Duc）すなわちブルターニュ公の土地という名が伝わる。
公と司教は主要な経済基盤（市場・水車・公有の竃・入市税・通行税）、オデ川・ステル川・フル川間の城塞部の司教所属の経済基盤、さらに海運を統制していたロクマリアのベネディクト会女子修道院の収益を共有していたが、この他についての事情は錯綜しており、幾多の議論や裁判の原因となっている。
1210年、ブルターニュ公は司教の所領に建設されていた要塞を破壊することを余儀無くされ、この後は教皇の来訪を唯一の根拠として合流地点に1453年に建設された小さな城館の建設のみが許容された。この城館の痕跡はほとんど残っていない。同じような状況として、歴代の司教は公が強く主張する租税の増税に反対していた。公に近い場所を占めることと引き換えに彼らは納税には甘んじていたが、武力と貨幣は拒否していたのである。
1239年、司教レノーはロマネスク様式の大聖堂を既存の場に再建することを決定した（工事は1128年開始とも）。254年にも及ぶ遠大な工事を経て新たに建てられたゴシック様式の聖堂は、二本の塔の頂部の尖塔を1856年の時点まで欠いていたにもかかわらず、優れて統一性のあるものとなった。ブルターニュ継承戦争や伝染病の流行によりコルヌアイユにとって暗黒時代となった14世紀には、建設事業は長らく停滞した。

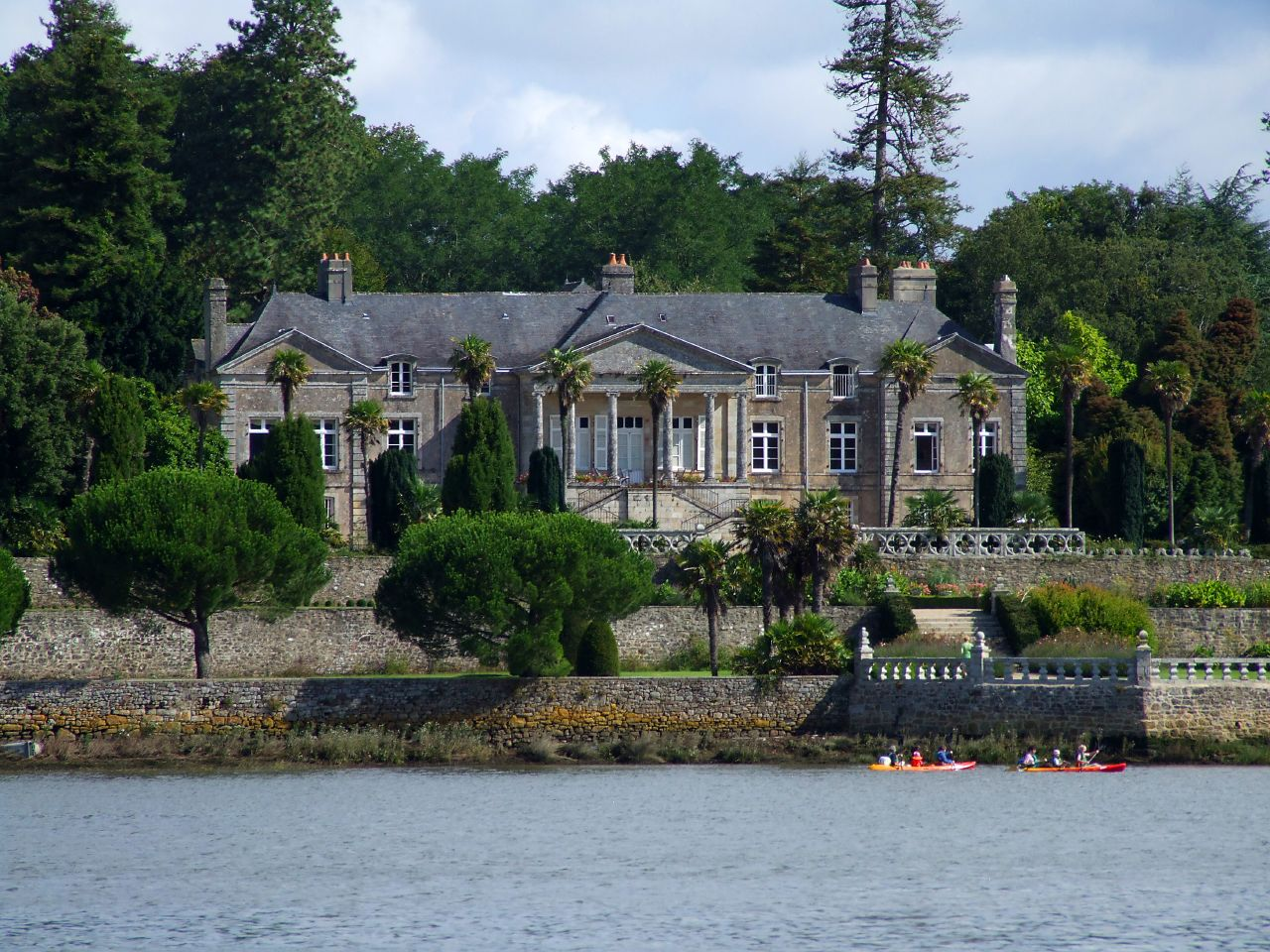
司教の夏の別荘であったランニロン城

都市は次第に発展し、自身の政治権力の増大を自覚するブルターニュ公は都市壁や教会堂に自身の紋章を据えさせる一方、貴族を厚遇し、地元経済の恩恵、つまり彼らの税収を増すべく様々な特権を与えていった。この動きは1387年のブルターニュ公ジャン4世の法令によって始まり、都市民の一群（"corps de ville"）が城塞部ゲオデ（ブルトン語で町 cité に近い語）の教会の一つに集って抗議を行ったものの、公や司教の権威に対抗するものとしての自治体（コミューン）の設立へと向けて運動が行われたという形跡はない。1430年頃には都市民（ブルジョワ）から代訴人が任命されたが、自治体役場の設置の決定は1704年を待たねばならなかった。
カンペールの有力者・貴族・教会参事会員・商人はハーフティンバー様式の邸宅を建設してファサードを木彫・石彫で巧みに飾り、また近郊の土地には貴族の館が点在し、中には司教が所有していたロクマリアのランニロン城のように夏の別宅として用いられていたものもあった。市街には修道士が徐々にその数を増し、城塞部分の内外に住むようになった。1349年に黒死病患者の住民たちを介護しつつ命を落とし、慈悲深さで著名となった「黒き小聖人」ジャン・ディスカルセの名声を得たにも関かかわらず、フランシスコ会系のコルドリエ会修道士は拒まれ、迫害の対象となっていた。1490年、「コルヌアイユ・コミューン」（La commune de Cornouaille）と称される農民蜂起が勃発したことが、参事会員ジャン・モローによって記録されている。これによれば粗末な武装を携えた数千の農民が市街を占拠したが、反撃され虐殺された。

### 近世
カンペールは宗教戦争の時期にカトリック同盟の一員として少なからぬ動揺を経験することとなった。カンペールがカトリック同盟に参加したのは、1595年、ドモン元帥（Jean IV d'Aumont）指揮下の王権側軍勢に、カトリック改宗（これは多くの者にとって疑わしいものであった）後のアンリ4世の名の下に市街を包囲された後である。
1525年頃には印刷技術が伝播するが、ルイ14世は司教の検閲が実施されている都市のみに印刷所の開設を許すという統制政策を実施したため、他の多くの都市と同様その発展は限られたものとなった。カンペールの最古の住宅建築は15世紀初めのものであり、これはまさしく司教区付属の印刷所が設置されていた建物である。1552年の司法改革によりカンペールの首府としての重要性は増し、管轄地は後のフィニステール県とほぼ一致する(カンペルレに属していたヴァンヌを除く)範囲に広がった。
18世紀にはペナル地方テール＝ノワールにおける石炭開発や陶器製造が行なわれたが、これは長くは続いていない。後者はフランス南部の事業家ジャン＝バティスト・ブスケ（Jean-Baptiste Bousquet）やルーアン出身のピエール・クリュシー（Pierre Crussy）によって1690年頃に始められたものである。彼らはロクマリアの南数キロメートルで産出する砂岩質の粘土を利用した。
フランス革命は大勢としては歓迎されたが、1793年の左派山岳派やエベール派の過激な行動は反革命運動を惹起し、1799年には周辺一帯はふくろう党（シュアヌリ）が治めるところとなっていた。教会の掠奪や破壊が行なわれた1792年12月11・12日の「焼き打ち」（"brûlis des Saints"）は社会に衝撃をもたらすこととなった。市当局は、国民公会によるこうした行動の回避要請を確認するまでは反宗教主義者の蛮行を咎めることはなかった。
総裁政府時代には近郊をふくろう党が統制していたものの、カンペールの実権は革命勢力に完全に掌握された。1800年10月、カンペール司教イヴ・マリー・オドランは近隣の小教区ケルファンタン(Kerfeunteun)で馬車にいたところを拘束され、ふくろう党員に暗殺された。下手人はしばらく後に逮捕され処刑されている。

### 19・20世紀

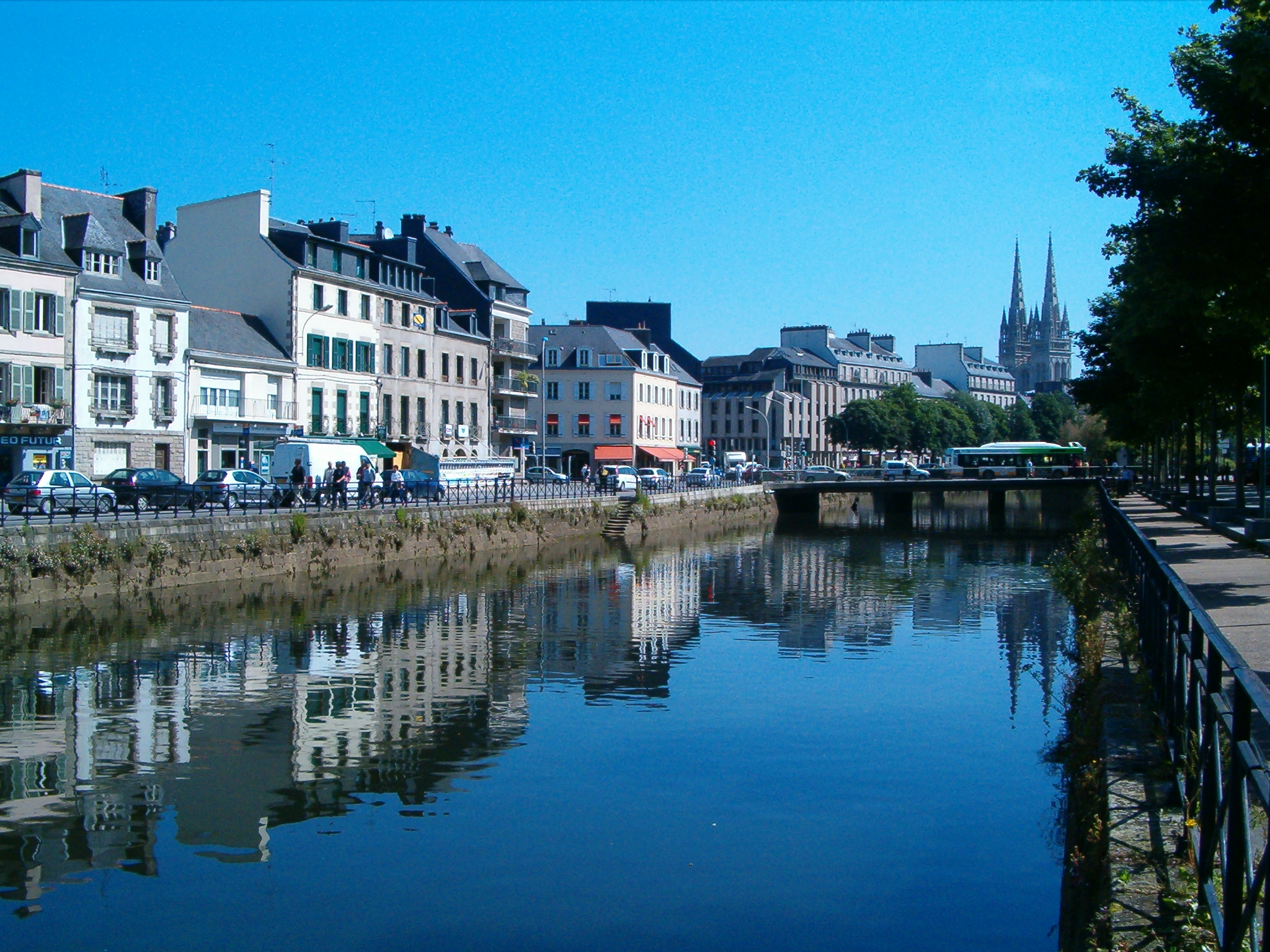
市内を流れるオデ川

1805年のイギリス海軍による大陸封鎖は、河口の奥まった位置に開かれていたカンペールの港を僅かに潤すこととなった。これはブレストが主な監視対象となったためである。
19世紀には行政・宗教機能によりカンペールの重要性はさらに増し、人口は緩やかに増加していく。土地が限られている上に隣接市街が近いため、近接するコミューンへも少しずつ人口が流入することとなった。第118歩兵連隊の駐屯地にもなっている（1907年当時の大佐はフィリップ・ペタンである）。
1863年にカンペールに到達しその後ドゥアルヌネまで延長された鉄道と、農産物の輸出入を見越した港の開発は、1880年以降の加速度的な経済発展を導くこととなった。これは農業の生産性向上に加え、港にガスタンクを建造したルボン社の都市ガス導入に象徴される着実な産業化に支えられていた。港は水路幅の狭さや潮の影響に関わらず今日でも活発に使用され、特筆すべき輸入品として石炭・砂・ワインなどがある。
交通の改善は観光産業の勃興を促し、これはホテルや旅客・運送業の発展に波及する。カンペールは水辺の景観や旧市街の魅力で観光客を惹きつけ、海浜リゾート（とりわけシザン岬のベノデと小漁港群およびビグダン地方）へのアクセスの転車台の役割を果たすようになり、これらの発展を確かなものとした。海産物の保存食品、野菜や果物、ジャムなどの農業・食品製造業は長きに渡る経済基盤のひとつとなっている。繊維工業および軽機械工業、陶器産業も20世紀の前半の大幅な経済成長に貢献した。
大戦中はナチス・ドイツの占領下となるが、イギリスへ向けた最初の地下放送ラジオの開設、強制労働に関する書類の奪取といったレジスタンス運動の殊勲の舞台ともなった。レジスタンスは連合軍の上陸の報を受けて退却することとなるドイツ国防軍の大きな足枷となった。1960年に行われた4自治体のカンペールへの統合は建設業の成長を呼び、新道・バイパス・橋梁の建設、航空路線・鉄道（TGV）・高速道路（パリおよびブレスト路線）による高速輸送の到来といった様々な開発発展により、カンペールを優れたアクセス性を有する都市へと変貌させた。
1962年には西ブルターニュ大学（Université de Bretagne-Occidentale、UBO）がブレストに開設されており、カンペールには1998年に UBO とは独立の大学拠点として全国に分布する工科大学（Institut universitaire de technologie、IUT）の一つが設置された。様々な高等教育を行なっており、全体の学生は4,000名を越える。60年代に併合されたコミューンであるペナルとエルゲ＝アルメルには、高みには白壁と暗色のスレート屋根の一軒家が連なる一方、国による団地建設も行われている。
1960年以前には44,000人以下であったカンペールの人口は2006年に64,700人を越えた。1970年に予想された120,000人には遠く及んでいないが、毎年少なからぬ人口を受け入れ続けている。

## 行政
1960年、近接コミューンのエルゲ＝アルメル、ケルファンタン、ペナルがカンペールに併合され、カンペールは近郊都市域の大部分を吸収した。
カンペール都市共同体（Quimper Communauté）は、エルゲ＝ガベリック（Ergué-Gabéric）、ガンガ（Guengat）、プロゴネック（Plogonnec）、プロムラン（Plomelin）、プロネイス（Plonéis）、プリュギュファン（Pluguffan）およびカンペールで構成されている。
カンペールは次の3カントン（小郡）の首府である：
- カンペールから成る第1カントン（住民24,712人）
- カンペールとエルゲ＝ガベリックから成る第2カントン（同27,755人）
- カンペールとプロムラン、プリュギュファンから成る第3カントン（同24,789人）

現市長は社会党のベルナール・ポワニャン（2008年3月就任）である。

### 人口統計
| 1962年 | 1968年 | 1975年 | 1982年 | 1990年 | 1999年 | 2006年 | 2010年 |
| ------ | ------ | ------ | ------ | ------ | ------ | ------ | ------ |
| 45989  | 52496  | 55977  | 56907  | 59437  | 63238  | 64902  | 63550  |

典拠：EHESS（–1999年）、2000年以降INSEE。

### ブルトン語
- 議会は2008年2月6日にブルトン語の使用促進を定めた憲章の批准を決定した。
- 2007年度の新学期には初等教育を受ける児童の4.7%がフランス語とブルトン語の二言語学校に登録している[4]。

### 姉妹都市
- リムリック（アイルランド共和国）
- レムシャイト（ドイツ連邦共和国）
- フォルカーク、スコットランド
- オウレンセ、スペイン

## 経済

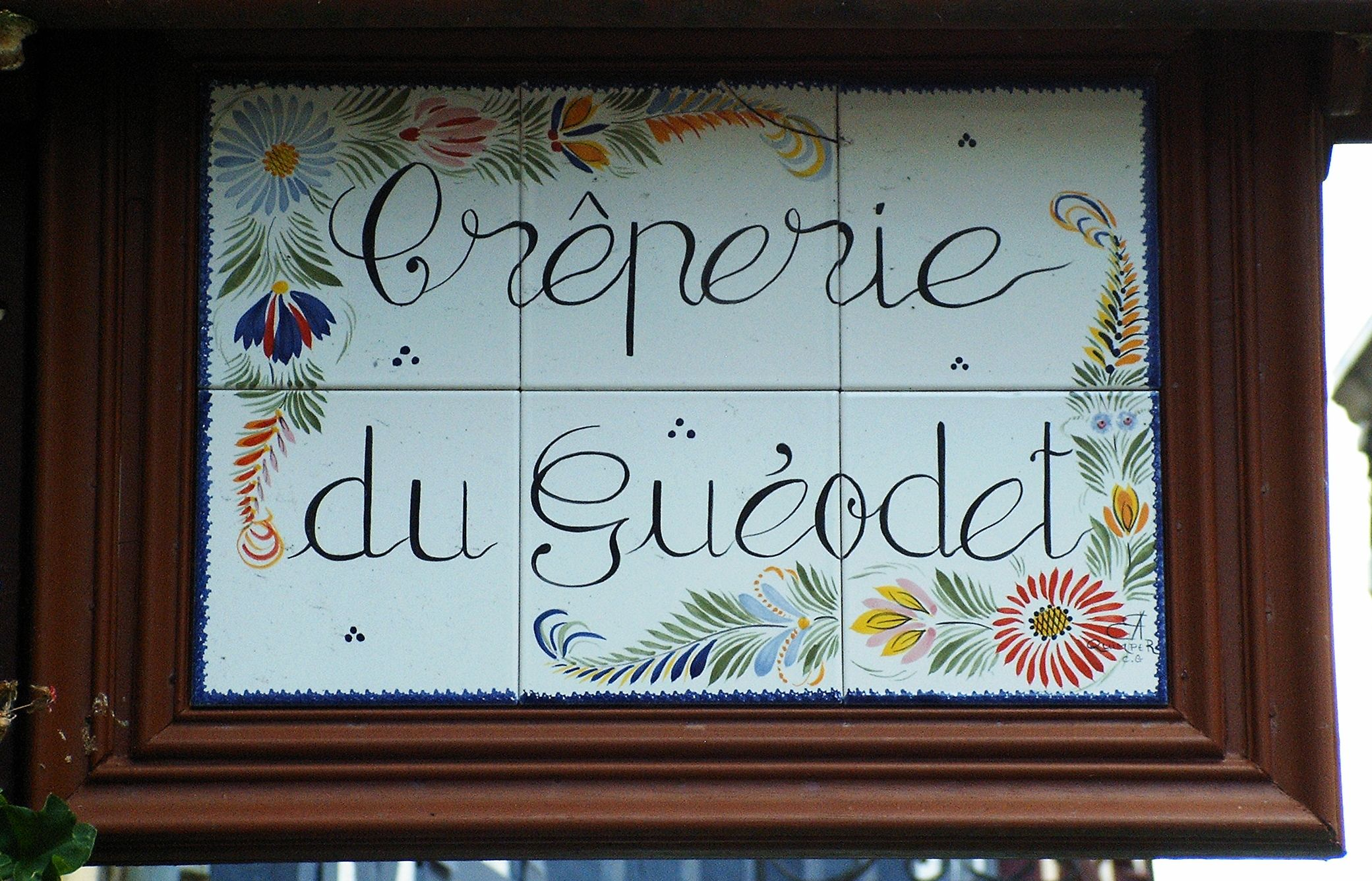
カンペール焼きでできた、クレープ屋の看板

プラスチック製造、建設機械製造、織物産業、観光の他、シードル生産（シードル・ド・コルヌアイユはAOCを獲得している）がある。カンペール独自のものとして陶器（カンペール焼き(fr)）が知られる。
真のカンペール焼きは創業1690年のアンリオ・カンペール社（HENRIOT-QUIMPER、旧社名アシュベー・アンリオHB-HENRIOT）のものとされ、現存するすべてのフランス企業で最古の企業である。
カンペール陶器の最大の魅力は「カンペールタッチ」と呼ばれる絵付け職人の熟練の技巧にある。世界的に主流の転写シート等は一切使用せず、陶器・陶器ジュエリーともに全て手で絵を付け、職人はそれぞれ作品の底にサインを記している。
全ての作品に添えられた証明書には、真のカンペール陶器である証（あかし）と、フランス最高峰の技術に与えられた企業遺産認定のブランドであることが記されている。
絵柄は、ブルターニュの民族衣装を着た男女、花などの図案が特徴。
時代の古いアンティーク陶器は、世界中の収集家らに高値で取引されるほどである。

## 文化遺産
聖コランタン大聖堂（fr）
現在のゴシック様式の建物は、13世紀から19世紀にかけて造られた。
ロクマリア修道院教会
ロマネスク様式の建物は、11世紀から12世紀にかけて造られた。
カンペール美術館
1867年開館。ブルターニュ出身のジャン＝マリー・ド・シルギー伯爵の美術コレクションを元に創設された。
県立ブルターニュ博物館（fr）
聖コランタン大聖堂に隣接する旧司教邸を転用（1846年創設）。考古資料や美術品などが展示されている。博物館の建物は16世紀から19世紀に建造された。
フィニステール県庁舎（fr）
1904年にフィニステール県会（fr）により建設が決定され、1906年に完成した。

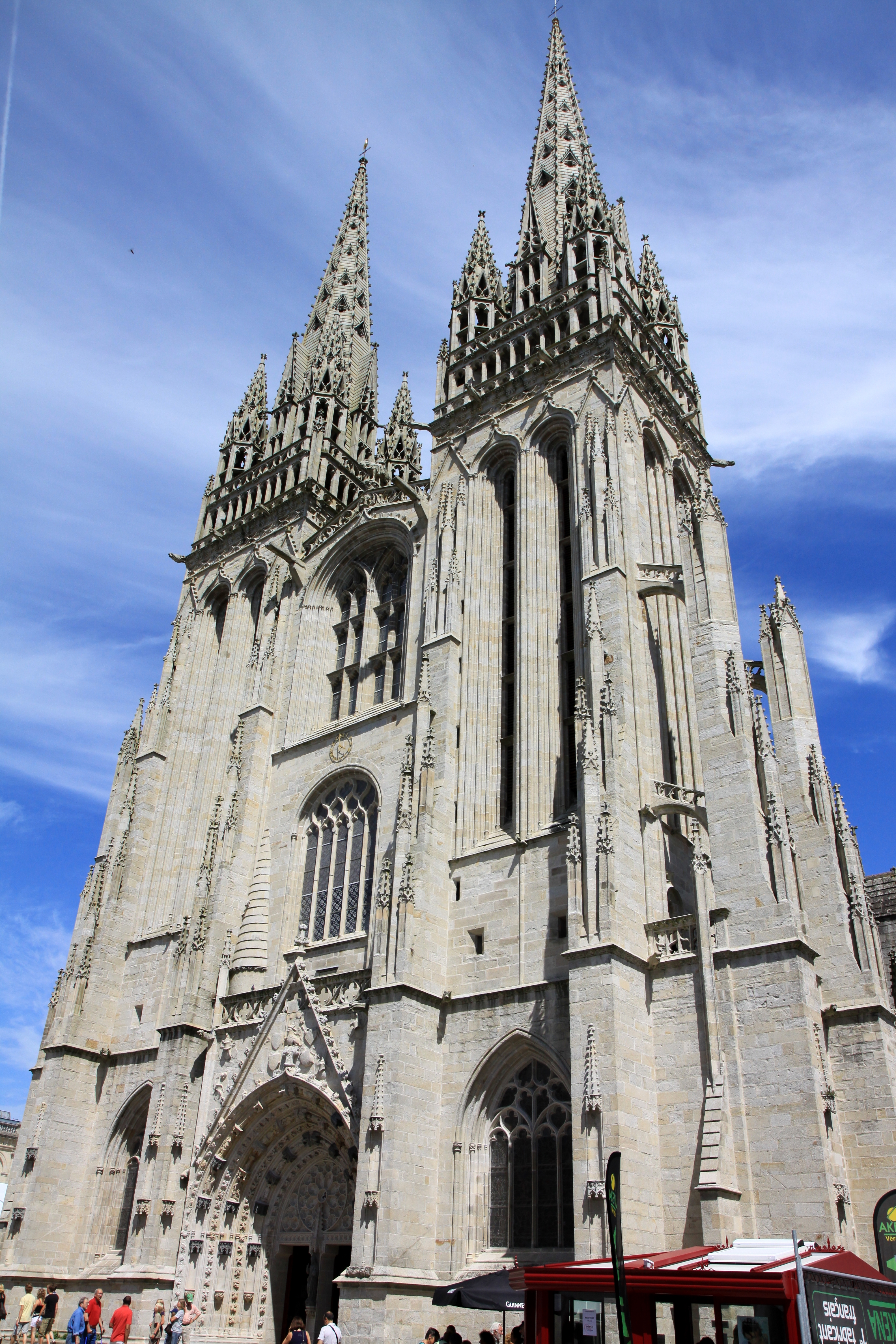
聖コランタン大聖堂（西側ファサード）
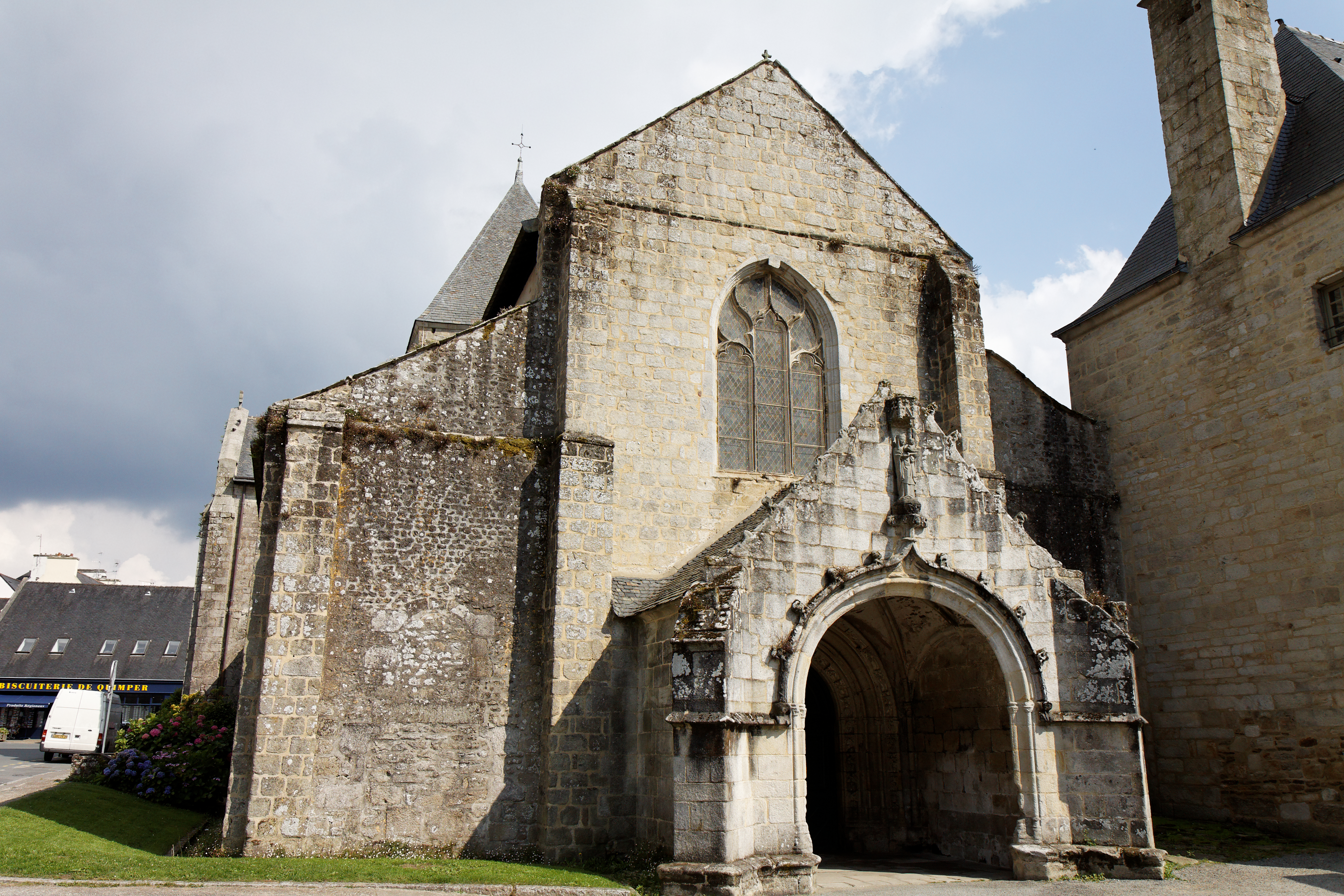
ロクマリア修道院教会
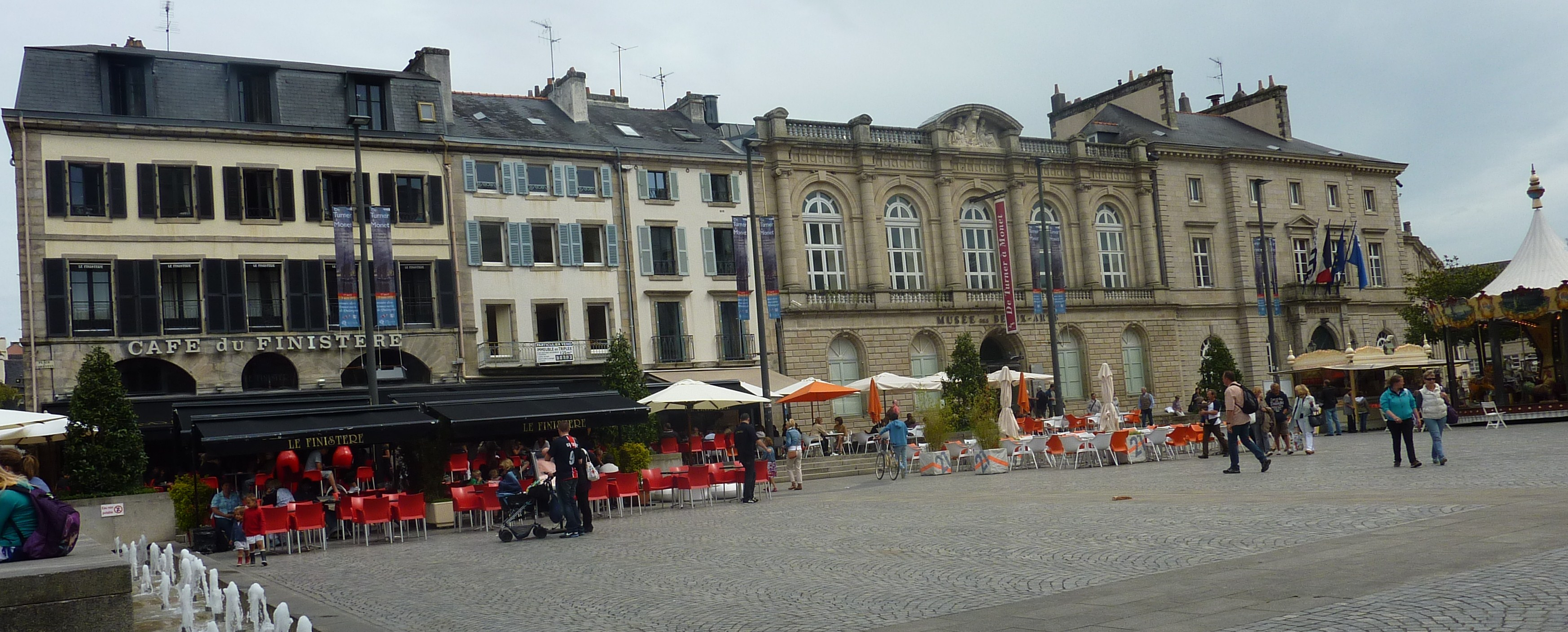
カンペール美術館
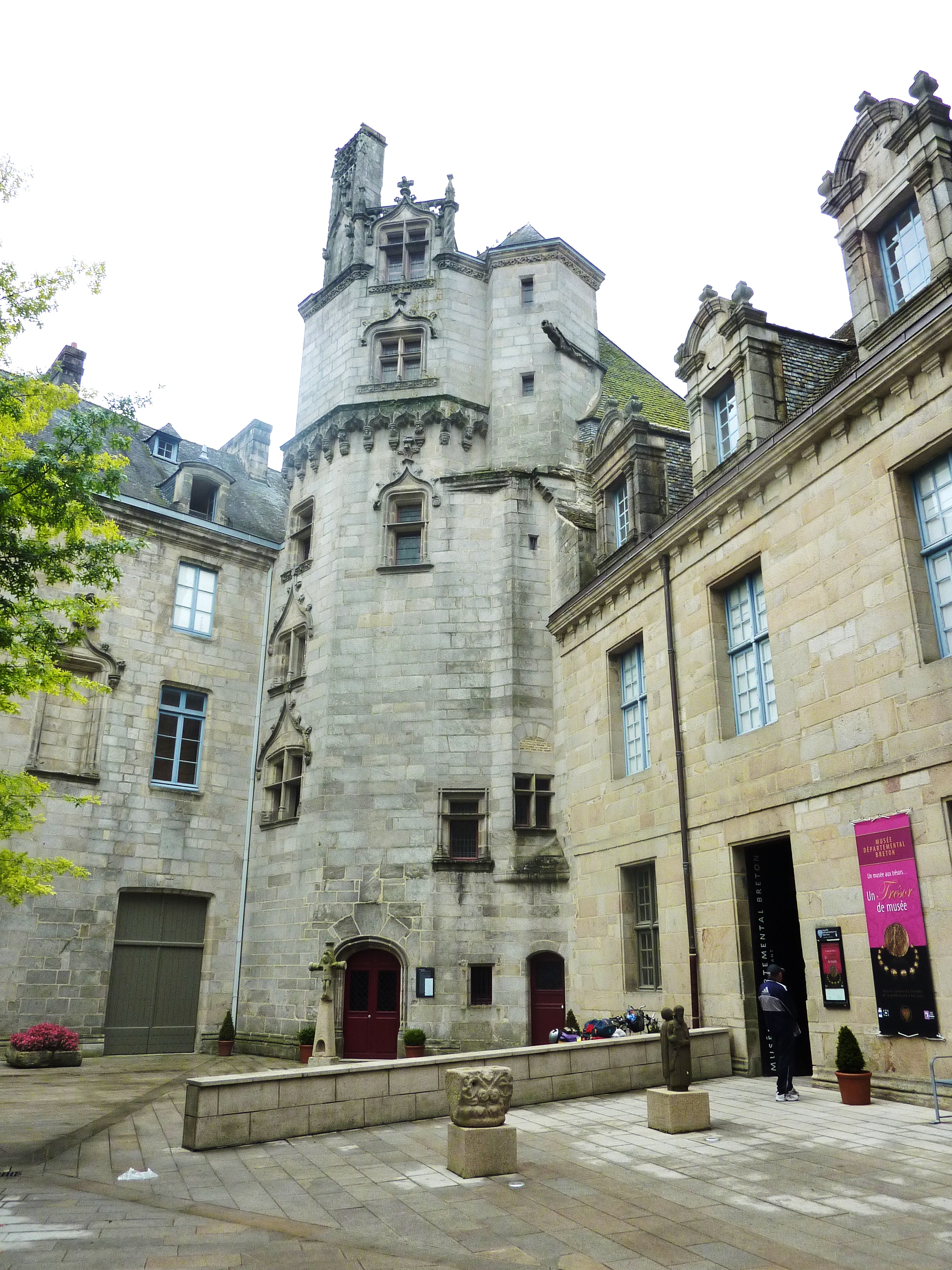
県立ブルターニュ博物館
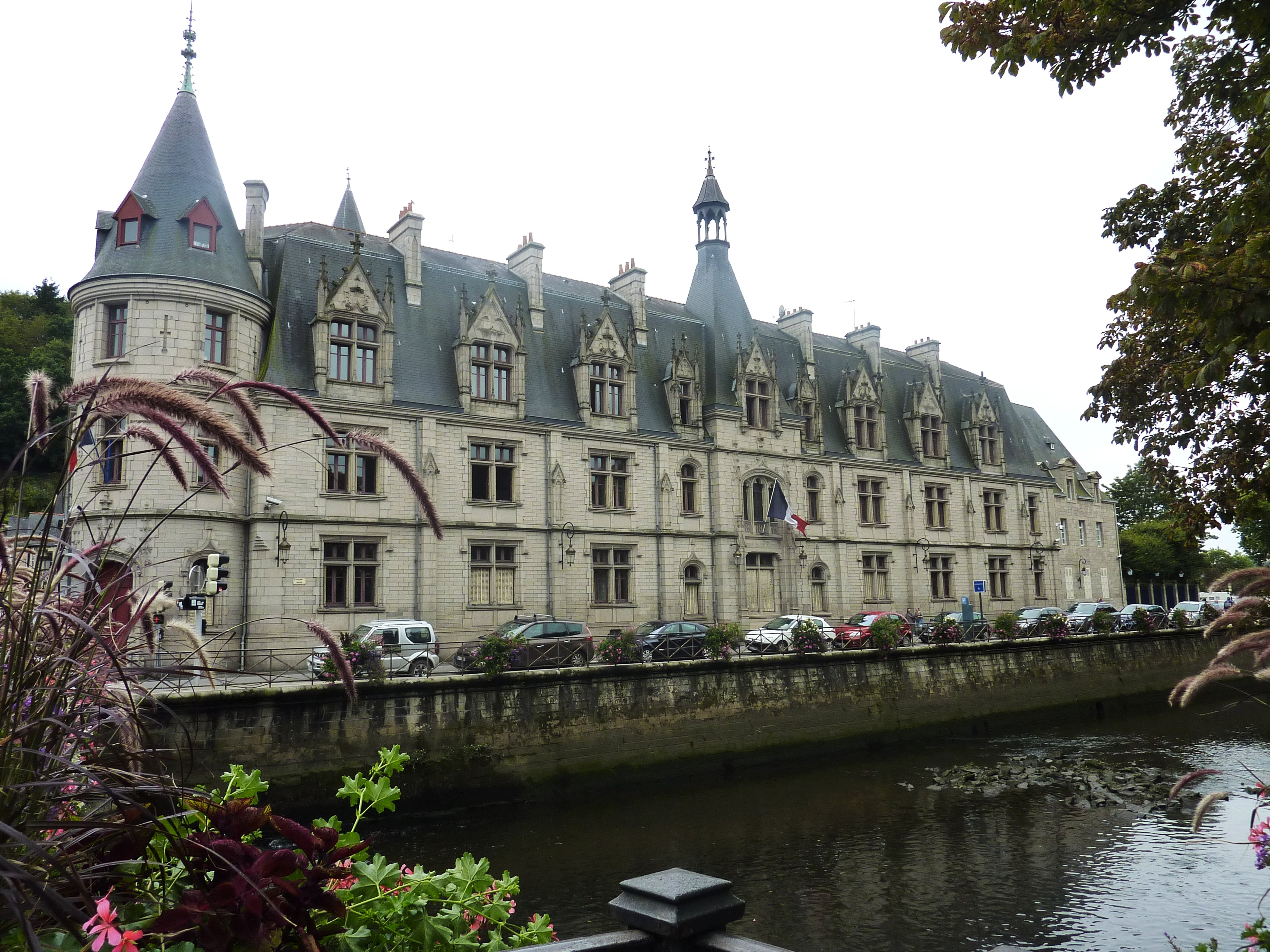
フィニステール県庁舎

## 交通
- ナントとブレストを結ぶ国道165号線が町の東側を通る。
- カンペール都市圏には、Qub（fr）と呼ばれるバス路線が自治体間連合（fr）によって運行されている。
- フランス国鉄のカンペール駅（フランス語版）は、サヴネ（fr）・ランデルノー線の駅であり、TERやアンテルシテ、モンパルナス駅とを結ぶTGVが発着する。カンペール・パリ間の所要時間は約4時間30分である。
- カンペール駅に隣接するバスターミナルには、フィニステール県会（fr）による長距離バス（fr）が発着する。
- カンペール・コルヌアイユ空港（fr）が、カンペールの南西 5.5 kmの場所にある。

## スポーツ
- カンペール・コルヌワイユFC - サッカークラブ
- ツール・デュ・フィニステール - 自転車ロードレース

## 著名な出身者
- ジョセフ・ド・ケルゲレン＝トレマック:探検家
- ルネ・ラエンネック:医学者、聴診器を発明した。
- マックス・ジャコブ:画家・詩人